# Tour de Pologne 2013 – 2. etap
2. etap kolarskiego wyścigu Tour de Pologne 2013 odbył się 28 lipca na terytorium Włoch (w Trydencie). Start miał miejsce w Marillevie, zaś meta na Przełęczy Pordoi – najwyżej położonym punkcie w historii wyścigu (2239 m n.p.m.). Etap liczył 206,5 kilometra.
Zwycięzcą etapu został Christophe Riblon, drugie miejsce zajął Thomas Rohregger, a trzecie Georg Preidler. Na 1. pozycję w klasyfikacji generalnej awansował Rafał Majka.

## Premie
Na 2. etapie były następujące premie:
| Rodzaj          | Miejscowość         | Kilometry (od startu) | Kilometry (do mety) | Zwycięzca         |
| --------------- | ------------------- | --------------------- | ------------------- | ----------------- |
| Lotna           | Fondo               | 40 km                 | 166,5 km            | Bartosz Huzarski  |
| Specjalna       | Val di Non          | 61,3 km               | 145,2 km            | Zdeněk Štybar     |
| Lotna           | Cembra              | 95 km                 | 111,5 km            | Ángel Madrazo     |
| Lotna           | Cavalese            | 130,5 km              | 76 km               | Bartosz Huzarski  |
| Górska (I kat.) | Przełęcz Pampeago   | 145,5 km              | 61 km               | Thomas Rohregger  |
| Górska (I kat.) | Przełęcz Costalunga | 174 km                | 32,5 km             | Thomas Rohregger  |
| Górska (I kat.) | Przełęcz Pordoi     | 204 km                | 2,5 km              | Christophe Riblon |

## Wyniki etapu
| Miejsce | Zawodnik             | Państwo   | Zespół                  | Czas       | Bon.  |
| ------- | -------------------- | --------- | ----------------------- | ---------- | ----- |
| 1.      | Christophe Riblon    | Francja   | Ag2r-La Mondiale        | 6h 03' 40" | −20 s |
| 2.      | Thomas Rohregger     | Austria   | RadioShack-Leopard      | + 1' 02"   | −36 s |
| 3.      | Georg Preidler       | Austria   | Argos-Shimano           | + 1' 18"   | −4 s  |
| 4.      | Sergio Henao         | Kolumbia  | Sky Procycling          | + 1' 35"   | —     |
| 5.      | Rafał Majka          | Polska    | Team Saxo-Tinkoff       | + 1' 35"   | —     |
| 6.      | Pieter Weening       | Holandia  | Orica-GreenEDGE         | + 1' 38"   | —     |
| 7.      | Chris Anker Sørensen | Dania     | Team Saxo-Tinkoff       | + 1' 40"   | —     |
| 8.      | Jon Izagirre         | Hiszpania | Euskaltel-Euskadi       | + 1' 40"   | —     |
| 9.      | Domenico Pozzovivo   | Włochy    | Ag2r-La Mondiale        | + 1' 44"   | —     |
| 10.     | Eros Capecchi        | Włochy    | Movistar Team           | + 1' 44"   | —     |
|         |                      |           |                         |            |       |
| 24.     | Paweł Cieślik        | Polska    | Reprezentacja Polski    | + 4' 09"   | —     |
| 28.     | Tomasz Marczyński    | Polska    | Vacansoleil-DCM         | + 5' 39"   | —     |
| 29.     | Maciej Paterski      | Polska    | Cannondale              | + 5' 39"   | —     |
| 37.     | Michał Gołaś         | Polska    | Omega Pharma-Quick Step | + 7' 34"   | —     |
| 47.     | Kamil Gradek         | Polska    | Reprezentacja Polski    | + 11' 43"  | —     |
| 51.     | Mateusz Taciak       | Polska    | CCC Polsat Polkowice    | + 15' 40"  | —     |
| 63.     | Przemysław Niemiec   | Polska    | Lampre-Merida           | + 27' 26"  | —     |
| 67.     | Jacek Morajko        | Polska    | CCC Polsat Polkowice    | + 28' 17"  | —     |
| 77.     | Adrian Honkisz       | Polska    | CCC Polsat Polkowice    | + 28' 17"  | —     |
| 86.     | Bartosz Huzarski     | Polska    | Team NetApp             | + 28' 17"  | −38 s |
| 91.     | Karol Domagalski     | Polska    | Reprezentacja Polski    | + 28' 17"  | —     |
| 109.    | Bartłomiej Matysiak  | Polska    | CCC Polsat Polkowice    | + 44' 12"  | —     |
| 111.    | Paweł Franczak       | Polska    | Reprezentacja Polski    | + 44' 12"  | —     |
| 117.    | Łukasz Bodnar        | Polska    | Reprezentacja Polski    | + 44' 12"  | —     |
| 124.    | Sylwester Szmyd      | Polska    | Movistar Team           | + 44' 12"  | —     |
| DNF     | Adam Stachowiak      | Polska    | Reprezentacja Polski    | DNF        | —     |

## Klasyfikacje po 2. etapie
| Klasyfikacja generalna | Klasyfikacja generalna | Klasyfikacja generalna | Klasyfikacja generalna       | Klasyfikacja generalna |
| Miejsce                | Zawodnik               | Państwo                | Zespół                       | Czas                   |
| ---------------------- | ---------------------- | ---------------------- | ---------------------------- | ---------------------- |
| 1.                     | Rafał Majka            | Polska                 | Team Saxo-Tinkoff            | 11h 04' 43"            |
| 2.                     | Sergio Henao           | Kolumbia               | Sky Procycling               | + 4"                   |
| 3.                     | Christophe Riblon      | Francja                | Ag2r-La Mondiale             | + 6"                   |
| 4.                     | Pieter Weening         | Holandia               | Orica-GreenEDGE Cycling Team | + 7"                   |
| 5.                     | Jon Izagirre           | Hiszpania              | Euskaltel-Euskadi            | + 9"                   |
| 6.                     | Chris Anker Sørensen   | Dania                  | Team Saxo-Tinkoff            | + 9"                   |
| 7.                     | Eros Capecchi          | Włochy                 | Movistar Team                | + 13"                  |
| 8.                     | Domenico Pozzovivo     | Włochy                 | Ag2r-La Mondiale             | + 13"                  |
| 9.                     | Robert Kišerlovski     | Chorwacja              | RadioShack-Leopard           | + 16"                  |
| 10.                    | Thomas Rohregger       | Austria                | RadioShack-Leopard           | + 18"                  |
|                        |                        |                        |                              |                        |
| 34.                    | Tomasz Marczyński      | Polska                 | Vacansoleil-DCM              | + 10' 55"              |
| 39.                    | Michał Gołaś           | Polska                 | Omega Pharma-Quick Step      | + 17' 05"              |
| 43.                    | Mateusz Taciak         | Polska                 | CCC Polsat Polkowice         | + 20' 28"              |
| 44.                    | Maciej Paterski        | Polska                 | Cannondale                   | + 20' 51"              |
| 54.                    | Paweł Cieślik          | Polska                 | Reprezentacja Polski         | + 27' 19"              |
| 59.                    | Adrian Honkisz         | Polska                 | CCC Polsat Polkowice         | + 30' 23"              |
| 68.                    | Jacek Morajko          | Polska                 | CCC Polsat Polkowice         | + 37' 48"              |
| 80.                    | Bartosz Huzarski       | Polska                 | Team NetApp                  | + 42' 16"              |
| 87.                    | Karol Domagalski       | Polska                 | Reprezentacja Polski         | + 43' 29"              |
| 91.                    | Kamil Gradek           | Polska                 | Reprezentacja Polski         | + 45' 40"              |
| 97.                    | Przemysław Niemiec     | Polska                 | Lampre-Merida                | + 54' 31"              |
| 113.                   | Sylwester Szmyd        | Polska                 | Movistar Team                | + 1h 11' 17"           |
| 114.                   | Łukasz Bodnar          | Polska                 | Reprezentacja Polski         | + 1h 15' 22"           |
| 117.                   | Paweł Franczak         | Polska                 | Reprezentacja Polski         | + 1h 18' 09"           |
| 118.                   | Bartłomiej Matysiak    | Polska                 | CCC Polsat Polkowice         | + 1h 18' 09"           |

| Klasyfikacja punktowa | Klasyfikacja punktowa | Klasyfikacja punktowa | Klasyfikacja punktowa | Klasyfikacja punktowa |
| Miejsce               | Zawodnik              | Państwo               | Zespół                | Punkty                |
| --------------------- | --------------------- | --------------------- | --------------------- | --------------------- |
| 1.                    | Rafał Majka           | Polska                | Team Saxo-Tinkoff     | 34 pkt.               |
| 2.                    | Eros Capecchi         | Włochy                | Movistar Team         | 28 pkt.               |
| 3.                    | Jon Izagirre          | Hiszpania             | Euskaltel-Euskadi     | 27 pkt.               |
| 4.                    | Domenico Pozzovivo    | Włochy                | Ag2r-La Mondiale      | 27 pkt.               |
| 5.                    | Pieter Weening        | Holandia              | Orica-GreenEDGE       | 26 pkt.               |

| Klasyfikacja górska | Klasyfikacja górska  | Klasyfikacja górska | Klasyfikacja górska | Klasyfikacja górska |
| Miejsce             | Zawodnik             | Państwo             | Zespół              | Punkty              |
| ------------------- | -------------------- | ------------------- | ------------------- | ------------------- |
| 1.                  | Thomas Rohregger     | Austria             | RadioShack-Leopard  | 27 pkt.             |
| 2.                  | Christophe Riblon    | Francja             | Ag2r-La Mondiale    | 20 pkt.             |
| 3.                  | Bartosz Huzarski     | Polska              | Team NetApp         | 15 pkt.             |
| 4.                  | Chris Anker Sørensen | Dania               | Team Saxo-Tinkoff   | 13 pkt.             |
| 5.                  | Georg Preidler       | Austria             | Argos-Shimano       | 12 pkt.             |

| Klasyfikacja najaktywniejszych | Klasyfikacja najaktywniejszych | Klasyfikacja najaktywniejszych | Klasyfikacja najaktywniejszych | Klasyfikacja najaktywniejszych |
| Miejsce                        | Zawodnik                       | Państwo                        | Zespół                         | Punkty                         |
| ------------------------------ | ------------------------------ | ------------------------------ | ------------------------------ | ------------------------------ |
| 1.                             | Bartosz Huzarski               | Polska                         | Team NetApp                    | 13 pkt.                        |
| 2.                             | Serge Pauwels                  | Belgia                         | Omega Pharma-Quick Step        | 8 pkt.                         |
| 3.                             | Ángel Madrazo                  | Hiszpania                      | Movistar Team                  | 5 pkt.                         |
| 4.                             | Leonardo Duque                 | Kolumbia                       | Colombia                       | 3 pkt.                         |
| 5.                             | Cedric Pineau                  | Francja                        | FDJ                            | 2 pkt.                         |

| Najwyżej sklasyfikowany Polak | Najwyżej sklasyfikowany Polak | Najwyżej sklasyfikowany Polak | Najwyżej sklasyfikowany Polak | Najwyżej sklasyfikowany Polak |
| Miejsce                       | Zawodnik                      | Zespół                        | Czas                          |                               |
| ----------------------------- | ----------------------------- | ----------------------------- | ----------------------------- | ----------------------------- |
| 1.                            | Rafał Majka                   | Team Saxo-Tinkoff             | 11h 04' 43"                   |                               |
| 2.                            | Tomasz Marczyński             | Vacansoleil-DCM               | + 10' 55"                     |                               |
| 3.                            | Michał Gołaś                  | Omega Pharma-Quick Step       | + 17' 05"                     |                               |
| 4.                            | Mateusz Taciak                | CCC Polsat Polkowice          | + 20' 28"                     |                               |
| 5.                            | Maciej Paterski               | Cannondale                    | + 20' 51"                     |                               |

| 1. | RadioShack-Leopard | 33h 16' 33" |
| 2. | Team Saxo-Tinkoff  | + 05' 43"   |
| 3. | Argos-Shimano      | + 08' 55"   |
| 4. | Cannondale         | + 08' 59"   |
| 5. | Movistar Team      | + 11' 40"   |